# Dialogue 5+5
Le Dialogue 5+5 est le plus ancien cadre de rencontre entre pays du bassin méditerranéen. Il regroupe les pays de la Méditerranée occidentale, et a été instauré en 1990 à l'issue d'une réunion des ministres des Affaires étrangères tenue à Rome, avec l'objectif d'engager un processus de coopération régionale en Méditerranée occidentale entre les dix pays suivants : l'Italie, la France, l'Espagne, le Portugal ainsi que Malte pour la rive Nord, et les cinq pays de l'Union du Maghreb arabe pour la rive sud.

## Pays Membres
Pour la rive nord :
- Espagne
- France
- Italie
- Malte
- Portugal

Pour la rive sud :
- Algérie
- Libye
- Maroc
- Mauritanie
- Tunisie

Au départ, c'était un dialogue "5+4", Malte n'en faisait pas partie. L'Égypte avait tenté d'adhérer mais sa demande n'a pas abouti. La Belgique aussi. Elle avait sondé les pays membres arguant du fait qu'elle peut être considérée comme un pays proche car une partie de sa population est méditerranéenne (Italiens et Maghrébins). L'institution européenne n'était pas elle aussi impliquée dans ce dialogue. Il a fallu attendre le premier "sommet" "5+5" à Tunis pour voir le président de la Commission européenne aux côtés de ses pairs de la Méditerranée occidentale. Il s'agissait de Romano Prodi qui avait été un des artisans de ce dialogue lorsqu'il présidait aux destinées de l'Italie.
L'initiative a été relancée en 2001 après dix ans de suspension à la suite de la guerre du Golfe  de 1991.
En 2010, lors de la réunion en Libye, le pays hôte ainsi que l'Italie ont plaidé pour un élargissement du dialogue à "6+6" en élargissant le dialogue à la Grèce et à l'Égypte.

## Activités

### Sommets des chefs d'État et de Gouvernement
- 1er sommet : Tunis, 6 et 7 décembre 2003
- 2e sommet : La Valette, 5 et 6 octobre 2012

- Thèmes principaux : sécurité et coopération économique

### Conférences des ministres des affaires étrangères
Les ministres des affaires étrangères animent le Dialogue 5+5. Ils se réunissent régulièrement :
- Rome, octobre 1990
- Alger, octobre 1991
- 1re conférence : Lisbonne, 25 et 26 janvier 2001
- 2e conférence : Tripoli, mai 2002
- 3e conférence : Sainte-Maxime, 9 et 10 avril 2003
- 4e conférence : Oran, novembre 2004
- 5e conférence : La Valette, juin 2005
- 6e conférence : Rabat, 20-21 janvier 2008
- 7e conférence : Cordoue, avril 2009
- 8e conférence : Tunis, 15 - 16 avril 2010
- 9e conférence : Rome, 20 février 2012
- 10e conférence : Nouakchott, 16 avril 2013
- 11e conférence : Lisbonne, mai 2014
- 12e conférence : Tanger, 7 octobre 2015[2]
- 13e conférence : Marseille, 28 octobre 2016[3] (co-présidence France-Maroc)
- 14e conférence: Alger, 21 janvier 2018[4] (co-présidence Algérie-France)
- 15e conférence: prévue à Malte (2018 ou 2019) (co-présidence Malte - Algérie)

### Activités sectorielles
Les activités conduites dans le cadre du Dialogue 5+5 couvrent un nombre croissant de sujets sectoriels.

### Intérieur
Les Ministres de l’Intérieur des pays de la Méditerranée occidentale conduisent un dialogue portant sur des actions concrètes relatives notamment à la lutte contre le terrorisme, la lutte contre le crime organisé, la lutte contre l’immigration illégale et la coopération dans le domaine de la protection civile et des collectivités locales :
- 14e conférence : Venise, 23-24 novembre 2009
- 15e conférence : Alger, 9 avril 2013
- 16e conférence : Lisbonne, 18-19 mai 2015

### Transports
Dans le cadre du Dialogue 5+5, un groupe de travail spécifique s'intéresse aux questions liées au transport : le Groupe des ministres de transport de la Méditerranée Occidentale (GTMO 5+5).
La Direction générale de l'Énergie et des Transports de la Commission Européenne y participe avec un rôle de d’observateur.
Le secrétariat technique du GTMO est assuré par le Centre d'Études des Transports pour la Méditerranée Occidentale basé à Barcelone.
La présidence est assurée à tour de rôle par chacun des pays pour deux ans (Espagne 2005-2007, Tunisie 2007-2009, Italie 2009-2011).
Conférences des ministres des transports :
- 1re conférence : Paris, 1995
- 2e conférence : Rabat, 1995
- 2e conférence : Madrid, 1997
- 4e conférence : Tunis, 2 mars 2007

Signature d'un protocole de coopération régionale
- 5e conférence : Tunis, 17 novembre 2008
- 6e conférence : Rome, 19 et 20 mai 2009
- 7e conférence : Alger, 13 mars 2012
- 8e conférence : Lisbonne, 21 et 22 octobre 2014
- Réunion ministérielle prévue au Maroc en 2018

### Défense
Sur proposition de la France, les Ministres de la Défense des pays du "Dialogue 5+5" se sont réunis une première fois à Paris le 21 décembre 2004. L'objectif était de renforcer la coopération militaire, notamment à travers des opérations de maintien de la paix, gestion des crises, opérations de sauvetage, sécurité maritime, etc.
D'autres réunions ont suivi :
- Alger, 12 décembre 2005
- Tripoli, 16 et 17 mai 2009
- La Valette, 1er et 2 décembre 2010
- Nouakchott, 25 octobre 2011
- Rabat, 10 décembre 2012
- Tunis, 9 juin 2015
- Paris, 12 décembre 2017
  - Un collège 5+5 a été créé en vue d'effectuer des actions de formation au profit des forces armées des pays du 5+5. Le contenu des formations est piloté par un comité pédagogique se réunissant deux fois par an. 3 niveaux de formation ont été mis en place. Ces niveaux sont les suivants:
    - basique: pour des jeunes officiers
    - intermédiaire: pour des jeunes officiers supérieurs.
    - supérieur: pour des officiers supérieurs et/ou généraux expérimentés.

#### Chefs d’état-major
Cette réunion réuni les 10 chefs d'état major des armées du groupe 5+5.
- 7e rencontre : Tunis, 6 octobre 2015

### Migration
- 1re conférence : Tunis, 16 et 17 octobre 2002
- 2e conférence : Rabat, 22 et 23 octobre 2003
- 3e conférence : Alger, 15 et 16 septembre 2004
- 4e conférence : Paris, 9 et 10 novembre 2005
- 7e conférence : Tripoli, 13 et 14 octobre 2010
- Réunion ministérielle prévue au Maroc en 2018

### Éducation
Réunions des ministres de l’Éducation nationale.
- 1re réunion : Biarritz, 28-29 septembre 2009
- réunion : Marseille, 27-28 octobre 2014

### Finances
Réunions ministérielles:
- 1re réunion: Paris le 24 janvier 2017
- 2e réunion : Malte le 6 avril 2017
- 3e réunion : prévue en Algérie en 2018

### Enseignement supérieur et Recherche scientifique
Réunions ministérielles: 
- 1re réunion: Rabat, 19-20 septembre 2013
- 2e réunion : Madrid, 23-24 mars 2015
- 3e réunion : Tunis, 30-31 mars 2017
- 4e réunion[6] : Rome, 10 juin 2019

### Eau
- 1re réunion : Alger, 31 mars 2015

### Tourisme
- 2e réunion : Ajaccio, 15 et 16 mai 2008
- 3e réunion : Lisbonne, 3 décembre 2014 (thème : "Tourisme et capital humain")

### Environnement et énergies renouvelables
- 1re conférence : Oran, 26 et 27 avril 2010

Les discussions ont porté sur l'environnement, le développement durable et les énergies renouvelables. Le but de cette réunion était de mettre en commun les projets. Les pays de la rive sud sont très intéressés des expériences des pays de la rive nord telle que le développement du solaire en Espagne et au Portugal, avec notamment dans ce dernier la construction de la plus grande centrale photovoltaïque du monde.
- 2e conférence : Lisbonne, 2 et 3 mars 2015

### Culture
- 1re réunion : Tunis, 10 février 2017
- 2e réunion prévue au Portugal en 2018

### Développement durable de l'Economie Bleue
- Réunion prévue en Algérie fin 2018

### Éducation, culture, économie, climat et société civile
Ce sont les objectifs du Sommet des deux rives proposé par la France en 2019

## Présidence
Depuis le 1er janvier 2016, l'Algérie a pris la tête du dialogue 5+5. À compter du 1er janvier 2017, la France en assure la présidence. En 2018, l'Italie prendra la présidence.